# 天水圍官立中學

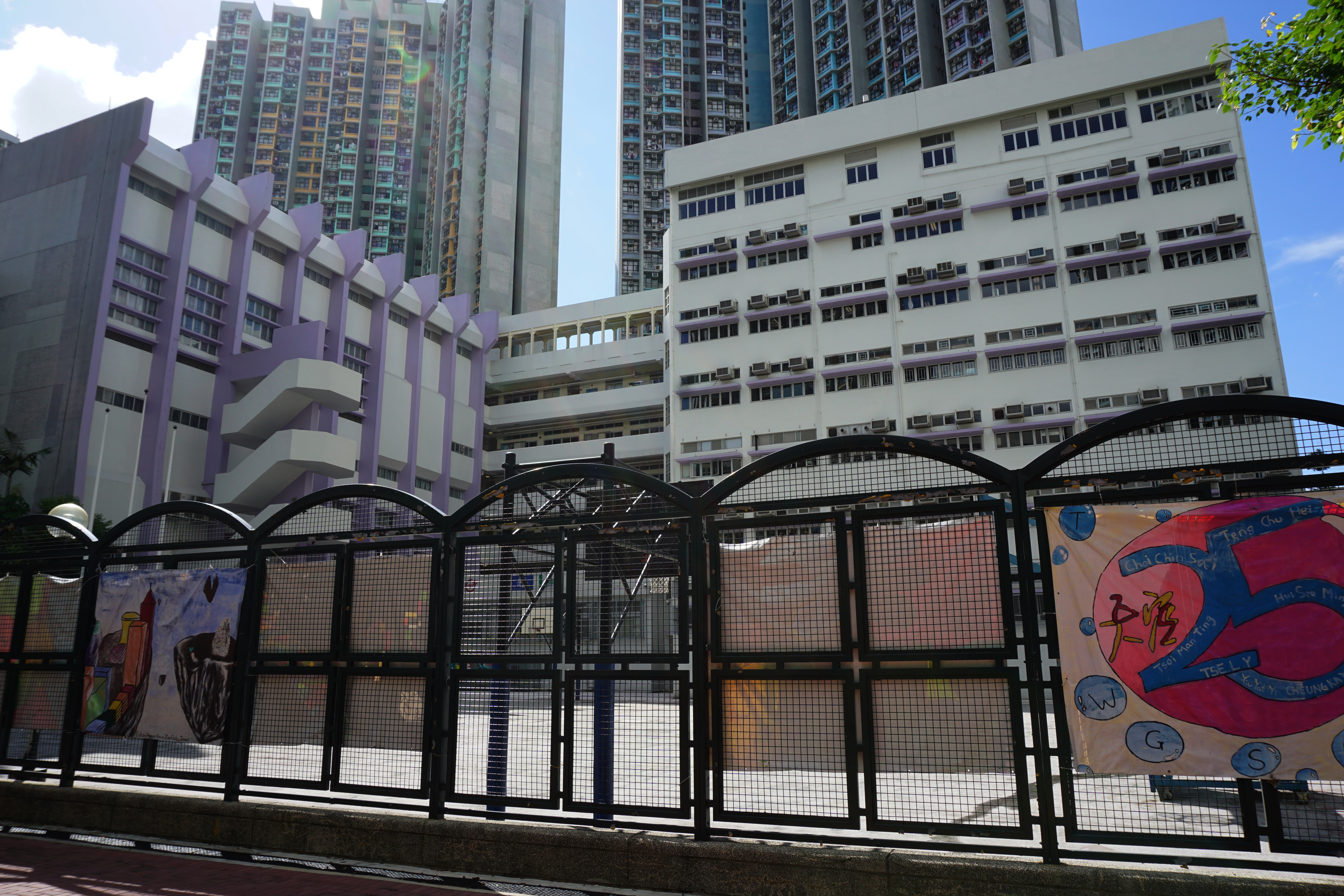
天水圍官立中學南面

天水圍官立中學（英語：Tin Shui Wai Government Secondary School；簡稱天中、天官中、天官、天水圍官中及TSWGSS），位於新界天水圍，是香港一所官立中學，前身為天光道官立中學，於1977年由港英麥理浩政府創辦，於1990年遷入元朗，並在1992-94年間遷至現址。

## 歷史
天水圍官立中學前身為天光道官立中學，於1990年先期遷校時，使用元朗凹頭、元朗公立中學遷出後的舊校舍作臨時校舍。位於天水圍新市鎮天耀邨的新校舍落成啟用後，1993年9月遷至現址，與相連的元朗信義中學成為全港最後一座全連環型校舍，較首批靈活式校舍遲三年完工。
1998年，學校為配合特區政府推行母語教學政策，應前教育統籌局要求，由1998年9月新學年開始將教學語言轉為中文。至2010年9月開始，配合教育局微調中學教學語言政策，中一至中三部分班別的數學、地理、歷史、普通電腦、綜合科學、物理、化學及生物以英語授課，高中則按學生語文能力採用母語或英語授課。
天水圍官立中學與已於1994年結束辦學的天光道官立中學淵源甚深。首任校長陳何嘉樂接納天光道官立中學校長的意見，傳承了校徽、校訓及校服式樣，天光道官立中學的物資，包括舊生的在學紀錄等亦轉移至天水圍官立中學存放。天光道官立中學一部分的教師在該校結束辦學後也遷移到天水圍官立中學繼續教學。學校圖書館中部分書籍內頁亦保留有天光道官立中學的印章標記。

## 事件
該校在2001至2003年，已有4名初中學生自殺身亡，尚有多名學生曾企圖自殺。2001年6月25日，一名電腦科全班第一的中一男生疑因在家中玩電腦，被父親薄責後留下遺書，走上天盛苑住所天台跳下死亡。
2003年10月8日，一名中三女生死前曾通宵在電腦上與網上結識的男友以ICQ傾談，之後突然留下遺書，在天祐苑住所跳樓身亡。
2003年11月11日，15歲中三女生與班主任前一晚以ICQ傾談後，早上離奇失蹤，隨後被發現從天水圍天逸邨住所大廈的20樓電梯大堂墮下身亡，警員在葉女住所發現她的日記，內容除提及「不開心」外還提及上月發生的同校女生跳樓事件，疑葉女受要好同窗去世打擊而鬱鬱寡歡。探員還在葉女電腦內找到與姓容班主任的ICQ對話紀錄，部分內容曖昧及挑逗，二人被質疑發生師生戀，但涉事男教師否認。法庭召開死因研訊，庭上心理醫生根據死者日記和ICQ對話，可知她生前患抑鬱症，陪審團最終一致裁定葉女死於自殺，但建議教師與學生溝通應要持正確態度。父母其後入稟控告姓容教師及教育部門疏忽導致女兒死亡，向其索償。
2008年10月9日，一名中二男生懷疑趕往洗手間，於一樓走廊與一名中一男生發生碰撞，二人跌倒，其中中二男生頭部撞向獎盃櫃，當場頭破血流。
2016年2月18日，17歲中六男生在天盛苑某樓層走廊企圖用沾染有天拿水的毛巾掩蓋前女友口鼻事敗，求復合遭拒，男生到金鐘添馬公園自焚。男生事後需遵守宵禁令及不得踏足天水圍區直至法庭判刑。
2019年6月4日及19日，有學生在校門自行派發白絲帶及宣傳單張，呼籲師生出席反對《逃犯條例》集會，但校方以「政治中立」為由沒收宣傳品。到6月27日，校方發聲明，指「學校是政治中立的地方，不可以有政治宣傳」。認為學生表達宣示政治立場後，可能會產生不可控制的後果。有份派發單張的校友批評校方抹殺言論自由及製造白色恐怖。在7月4日到學校遞交請願信。
2020年11月21日，前元朗區議員林進於社交平台撰文，稱他近日參與其母校天水圍官立中學的校友會，需要寫一篇自我介紹文章，以作校友會壁報板之用。惟學校竟在無討論及通知下，撤走他的相片及文章。

## 著名/傑出校友
天光道官立中學舊生
- 羅敏莊：演員、歌手
- 郭少芸：演員、商人

天水圍官立中學舊生
- 鄧力奇：香港電視劇、電影的編劇
- 黃學謙： 象棋國際特級大師
- 任嘉鈺：著名鋼琴家

## 外部連結
- 中學概覽2007-2008（页面存档备份，存于）
- 天水圍官立中學（页面存档备份，存于）
- 天水圍官立小學（页面存档备份，存于）

22°27′09″N 114°00′16″E / 22.452422°N 114.004403°E